# Портрет скрипачки (картина Валлайе-Костер)
«Портрет скрипачки» (фр. Portrait d'une violoniste) — картина французской художницы Анны Валлайе-Костер, написанная в 1773 году. Находится в коллекции Национального музея Швеции в Стокгольме.

## История
Валлайе, которая в 1781 году вышла замуж за успешного адвоката Жана-Пьера-Сильвестра Костера, писала в основном цветочные натюрморты, пользовавшиеся большим спросом, но занимавшие относительно низкое место в иерархии жанров того времени. В надежде привлечь королевских клиентов она также рисовала портреты, что привело к заказам от тётушек Людовика XV и королевы Марии-Антуанетты.

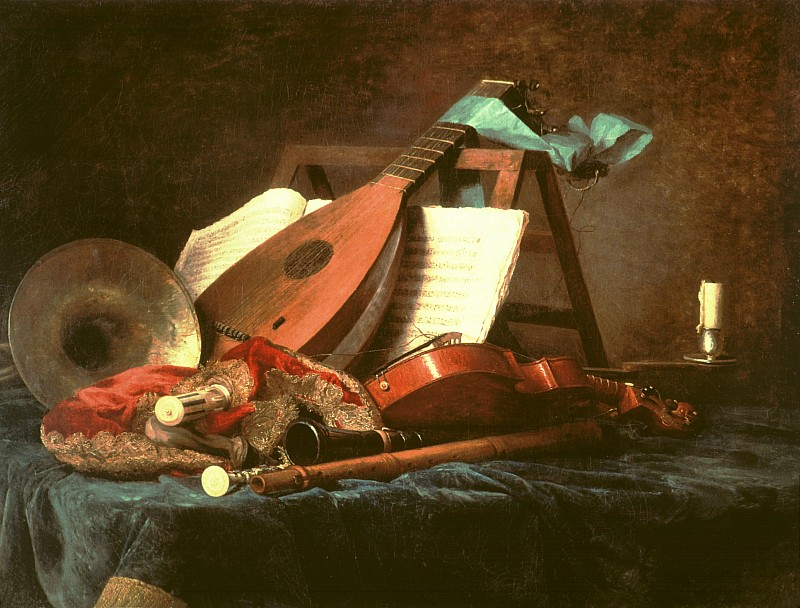
Анна Валлайе-Костер. «Атрибуты музыки». 1770. Лувр

Тем не менее Валлайе-Костер написала лишь небольшое количество портретов и большинство из них были портретами членов семьи. В 1773 году Анна Валлайе ещё не была замужем и работала в эти годы вместе со своей семьёй. Считается, что «Портрет скрипачки» — это жанровая картина с одной из трёх сестёр художницы, Мадлен, Елизаветы или Симоны. Неизвестно, действительно ли кто-нибудь из них играл на скрипке, но очевидно, что Валлайе-Костер обладала необыкновенным даром изображать музыкальные инструменты. На одном из натюрмортов Валлайе, находящемся ныне в коллекции Лувра, изображена скрипка.

## Описание
На картине изображена сидящая женщина со скрипкой, склонившаяся над нотами. Оборванные струны символизируют бренность жизни. Чувство созерцательного умиротворения пронизывает композицию. Картина, несомненно, входит в число лучших произведений художницы.

## Провенанс
Картина была продана в 1783 году как часть коллекции скрипача и композитора Жана Бенжамена Делаборда, первого камердинера Людовика XV. Портрет находился в коллекциях Эмиля Барре, Феликса Дуасто и др. На аукционе 2005 года портрет был куплен за 903 тыс. евро (рекордную на то время сумму для картин Валлайе-Костер) Национальным музеем Швеции в Стокгольме, в коллекции которого также представлены два натюрморта художницы.